# Bacia da Ilha Grande (tiểu vùng)
Bacia da Ilha Grande là một tiểu vùng thuộc bang Rio de Janeiro, Brasil. Tiều vùng này có diện tích 1729 km², dân số năm 2007 là 148701 người.